# Dârmănești
Dârmănești est une commune du județ d'Argeș en Roumanie.